# Бронетанковые войска Армии США

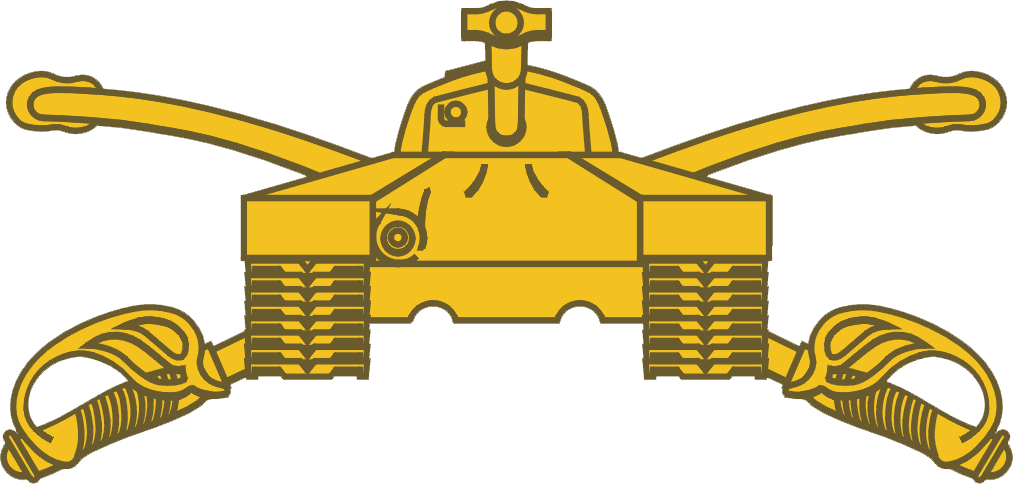
Эмблема бронетанковых войск.

Бронетанковые войска (англ. US Army Armor Branch) — род войск Армии США.

## История
12 декабря 1776 года — дата появления этого рода войск. Бронетанковые войска ведут своё происхождение от кавалерии. Решением Континентального конгресса от 12 декабря 1775 года было разрешено создать кавалерийский полк.
Хотя конные подразделения создавались в разное время после революции, первым подразделением, находившимся на постоянной службе, был Драгунский полк США (United States Regiment of Dragoons), организованный в 1833 году.
Танковая служба (Tank Service) была сформирована 5 марта 1918 года. Бронетанковые силы (Armored Force) были сформированы 10 июля 1940 года. Бронетанковые войска стали постоянным подразделением армии в 1950 году.

## Эмблема
Вид спереди танка М-26, пушка слегка приподнята, наложена на две скрещённые кавалерийские сабли в ножнах, режущей кромкой вверх, общая высота 13/16 дюйма, из металла золотого цвета. Эмблема доспехов, утверждённая в 1950 году, состоит из традиционных скрещённых сабель (первоначально принятых
для кавалерии в 1851 году), на которые нанесён танк М-26. Дизайн символизирует традиционную и актуальную роль брони.

### История эмблемы
Пункт 36, Изменение 1 к Специальным правилам Военного министерства № 42, датированный 29 декабря 1917 года, гласил, что «эмблемой на
воротнике мундира для танковой службы будет традиционный танк высотой 1 дюйм с прикрепленным к нему номером полка». Утвержденный дизайн представлял собой вид спереди французского танка.
Знаки различия, утвержденные в 1917 году, не были хорошо восприняты, и для танкового корпуса было объявлено о новом обозначении в соответствии со Change 2 на Service Regulation 42 от 7 мая 1918 года. На новом дизайне был изображен вид сбоку танка Mark VIII над двумя стилизованными драконами, изрыгающими огонь
поверх венка. Циркуляр военного министерства № 72 от 16 марта 1921 года отменил знаки различия танкового корпуса.
Когда танковый корпус (Tank Corps) был упразднён, танкистам, приписанным к пехоте, этот знак отличия был присвоен с октября 1921 по февраль 1923.
В письме от 21 марта 1922 года генерал-адъютант одобрил новую эмблему для пехоты (танков). Изменение 2, AR 600-35, датированное 28 марта 1922 года предписывалось, чтобы знак отличия для пехоты (танков) был «эмблема пехоты с наложенным танком».
Change 15, AR 600-35, датированное 13 марта 1943 года, добавило знаки различия для Сил истребителей танков (Tank Destroyer Forces). Change 15 уточнило, что дизайн представлял собой "75-мм пушку на полугусеничном бронеавтомобиле М3, выполненную из металла золотистого цвета". Знаки отличиябыли отменены после выхода Change 2, AR 600-35, датированным 28 ноября 1944 года.
Новый знак отличия для бронетанковых войск был утвержден циркуляром №56 военного ведомства от 25 февраля 1942 года. Этот знак отличия был видом сбоку танка Mark VIII, использовавшегося в Первой мировой войне. Знаки отличия продолжали использоваться до тех пор, пока в феврале 1951 года не были созданы бронетанковые войска в текущем виде. Новые знаки различия были результатом Закона о реорганизации армии 1950 года, о чем было объявлено в Армейском бюллетене № 9. Бронетанковые силы (Armored Forces) и кавалерия были объединены в единый род войск, называемый Armor. Знаки различия Бронетанковых сил больше не использовались; тем не менее, кавалерия продолжала использоваться в качестве знака отличия на воротнике для личного состава, приписанного к кавалерийским частям.

## Состав

### 2024 год
- 1-я бронетанковая дивизия
  - 1-я бронетанковая бригада 1-й бронетанковой дивизии
    - 2-й батальон 37-го бронетанкового полка
    - 4-й батальон 70-го бронетанкового полка

  - 2-я бронетанковая бригада 1-й бронетанковой дивизии
    - 1-й батальон 35-го бронетанкового полка
    - 1-й батальон 37-го бронетанкового полка

  - 3-я бронетанковая бригада 1-й бронетанковой дивизии
    - 1-й батальон 67-го бронетанкового полка
    - 1-й батальон 77-го бронетанкового полка
- 1-я кавалерийская дивизия
  - 1-я бронетанковая бригада 1-й кавалерийской дивизии
    - 2-й батальон 5-го кавалерийского полка
    - 2-й батальон 8-го кавалерийского полка
    - 2-й батальон 12-го кавалерийского полка

  - 2-я бронетанковая бригада 1-й кавалерийской дивизии
    - 1-й батальон 8-го кавалерийского полка
    - 1-й батальон 5-го кавалерийского полка
    - 1-й батальон 9-го кавалерийского полка

  - 3-я бронетанковая бригада 1-й кавалерийской дивизии
    - 1-й батальон 12-го кавалерийского полка
    - 2-й батальон 7-го кавалерийского полка
    - 3-й батальон 8-го кавалерийского полка
- 1-я бронетанковая бригада 1-й пехотной дивизии
  - 2-й батальон 34-го бронетанкового полка
  - 3-й батальон 66-го бронетанкового полка
- 2-я бронетанковая бригада 1-й пехотной дивизии
  - 1-й батальон 63-го бронетанкового полка
  - 2-й батальон 70-го бронетанкового полка
- 1-я бронетанковая бригада 3-й пехотной дивизии
  - 1-й батальон 64-го бронетанкового полка
  - 3-й батальон 69-го бронетанкового полка
- 2-я бронетанковая бригада 3-й пехотной дивизии
  - 3-й батальон 67-го бронетанкового полка
  - 2-й батальон 69-го бронетанкового полка
- 3-я бронетанковая бригада 4-й пехотной дивизии
  - 1-й батальон 66-го бронетанкового полка
  - 1-й батальон 68-го бронетанкового полка
- 1-я бронетанковая бригада 34-й пехотной дивизии
  - 1-й батальон 145-го бронетанкового полка
  - 1-й батальон 194-го бронетанкового полка
- 30-я бронетанковая бригада
  - 1-й батальон 252-го бронетанкового полка
- 116-я кавалерийская бригада
  - 1-й батальон 163-го кавалерийского полка
  - 2-й батальон 116-го кавалерийского полка
  - 3-й батальон 116-го кавалерийского полка
- 155-я бронетанковая бригада
  - 1-й батальон 635-го бронетанкового полка
  - 2-й батальон 168-го бронетанкового полка
- 11-й бронекавалерийский полк (учебный)
- 278-й бронекавалерийский полк[2]